# Leveler
Singles
1. Internal Cannon
2. Empire

Leveler est le quatrième album studio du groupe de metalcore américain August Burns Red.

## Chansons
| Leveler | Leveler          | Leveler | Leveler | Leveler | Leveler | Leveler | Leveler | Leveler | Leveler |
| No      | Titre            | Durée   |         |         |         |         |         |         |         |
| ------- | ---------------- | ------- | ------- | ------- | ------- | ------- | ------- | ------- | ------- |
| 1.      | Empire           | 3:52    |         |         |         |         |         |         |         |
| 2.      | Internal Cannon  | 3:46    |         |         |         |         |         |         |         |
| 3.      | Divisions        | 3:20    |         |         |         |         |         |         |         |
| 4.      | Cutting the Ties | 5:02    |         |         |         |         |         |         |         |
| 5.      | Pangaea          | 4:20    |         |         |         |         |         |         |         |
| 6.      | Carpe Diem       | 5:37    |         |         |         |         |         |         |         |
| 7.      | 40 Nights        | 3:54    |         |         |         |         |         |         |         |
| 8.      | Salt & Light     | 3:40    |         |         |         |         |         |         |         |
| 9.      | Poor Millionaire | 4:28    |         |         |         |         |         |         |         |
| 10.     | 1/16/2011        | 0:52    |         |         |         |         |         |         |         |
| 11.     | Boys of Fall     | 4:28    |         |         |         |         |         |         |         |
| 12.     | Leveler          | 4:47    |         |         |         |         |         |         |         |
| 48:04   |                  |         |         |         |         |         |         |         |         |

## Personnel
August Burns Red
- Matt Greiner – Batterie, percussions
- Dustin Davidson – Basse, guitare, chœurs
- Jake Luhrs – Chant
- Brent Rambler - Guitare
- JB Brubaker – Guitare

Musiciens additionnels
- Jason Suecof – Percussions, guitare additionnelle